# Iphra timorensis
Iphra timorensis är en skalbaggsart som beskrevs av Gilmour 1961. Iphra timorensis ingår i släktet Iphra och familjen långhorningar. Inga underarter finns listade i Catalogue of Life.